# Pseudolithos
Pseudolithos (укр. Псевдолітос) — рід сукулентних рослин підродини ластівневих (Asclepiadoideae) родини барвінкових.

## Назва

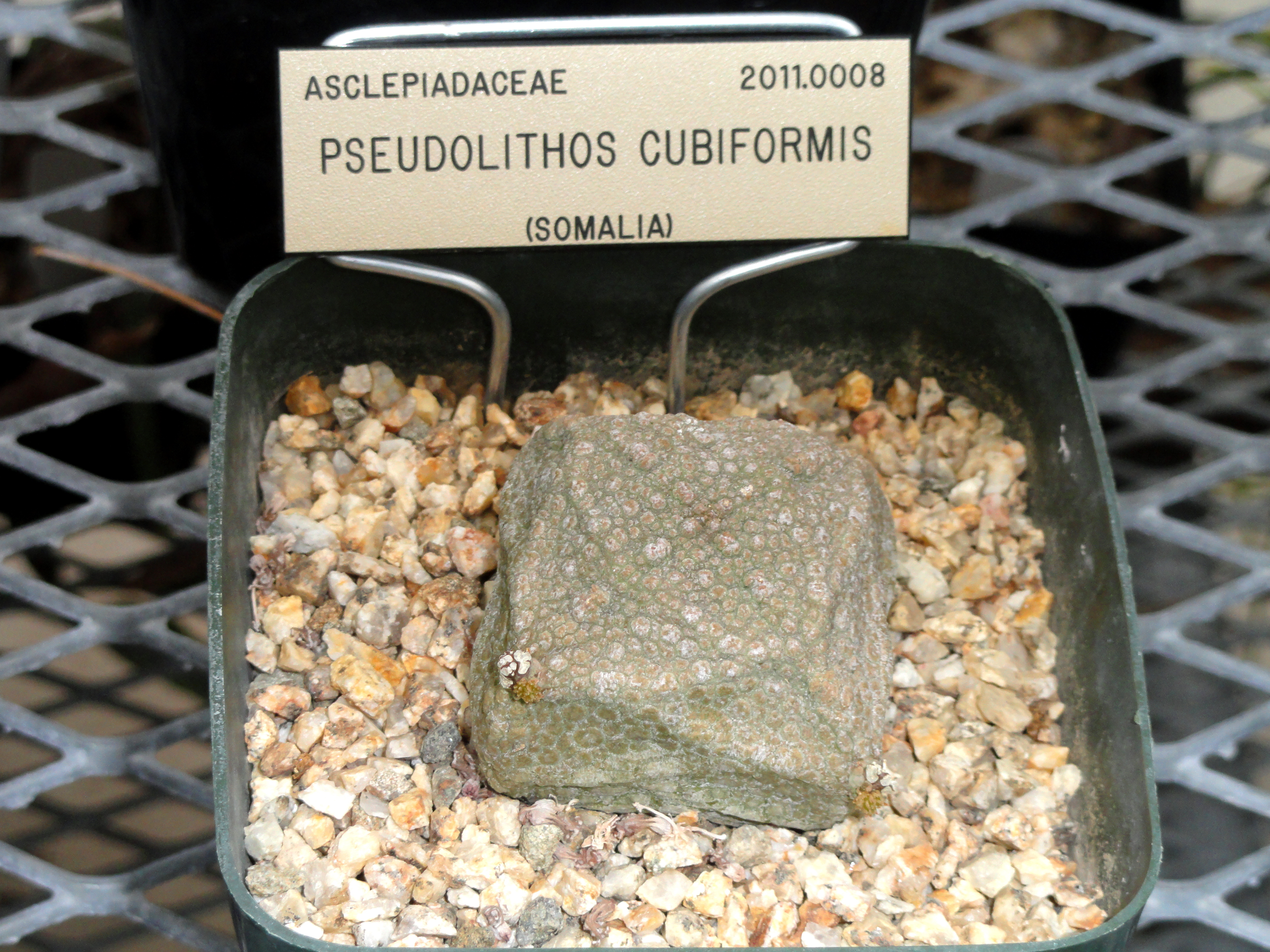

Назва роду походить від грецьких слів pseudo — хибний, фальшивий та lithos — камінь, що відповідає формі стебел рослин, які схожі на невеликі камені.
Іноді в літературі зустрічається помилкова назва роду — псевдолітопс, що нагадує назву роду інших сукулентних рослин — літопсів, назва яких теж пов'язана з каменем (від грец. litos — камінь, opsis — подібний). Останні ще називають живими камінцями. Попри схожість обох представників роду на камінці, зовні вони помітно різняться й належать до двох різних порядків: псевдолітопс — до тирличецвітих, літопси — до гвоздикоцвітих.

## Загальна біоморфологічна характеристика
Стебла кулясті та можуть досягати розмірів до 11,3 см заввишки та 11,3 см завширшки. Квіти численні, зібрані в парасольки з напівсферичних квітконіжок з рухливими булавоподібними волосками на кінчиках, які «танцюють» від найменшого вітерцю, що додатково приваблює мух. Півдюймові квіти мають фіолетовий або бордовий відтінок. Після запилення розвиваються два насіннєві ріжки з 10—20 насінинами в кожному стручку. Коли стручки розкриваються, насіння роззлітається при першому ж вітерці.

## Поширення

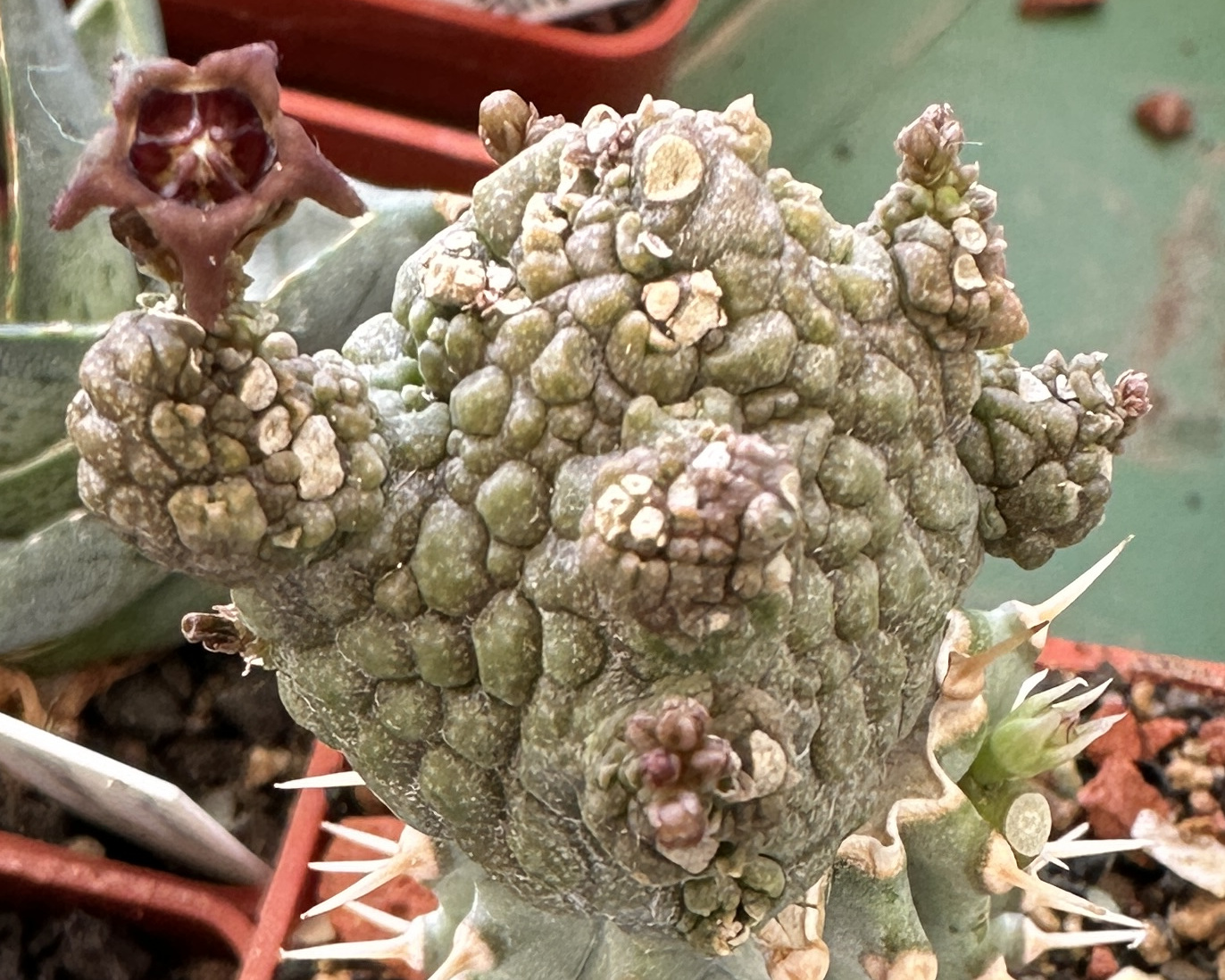

Представники роду мешкають на двох континентах — в Африці (Ефіопія та Сомалі) та Азії (Оман і Ємен).

## Екологія

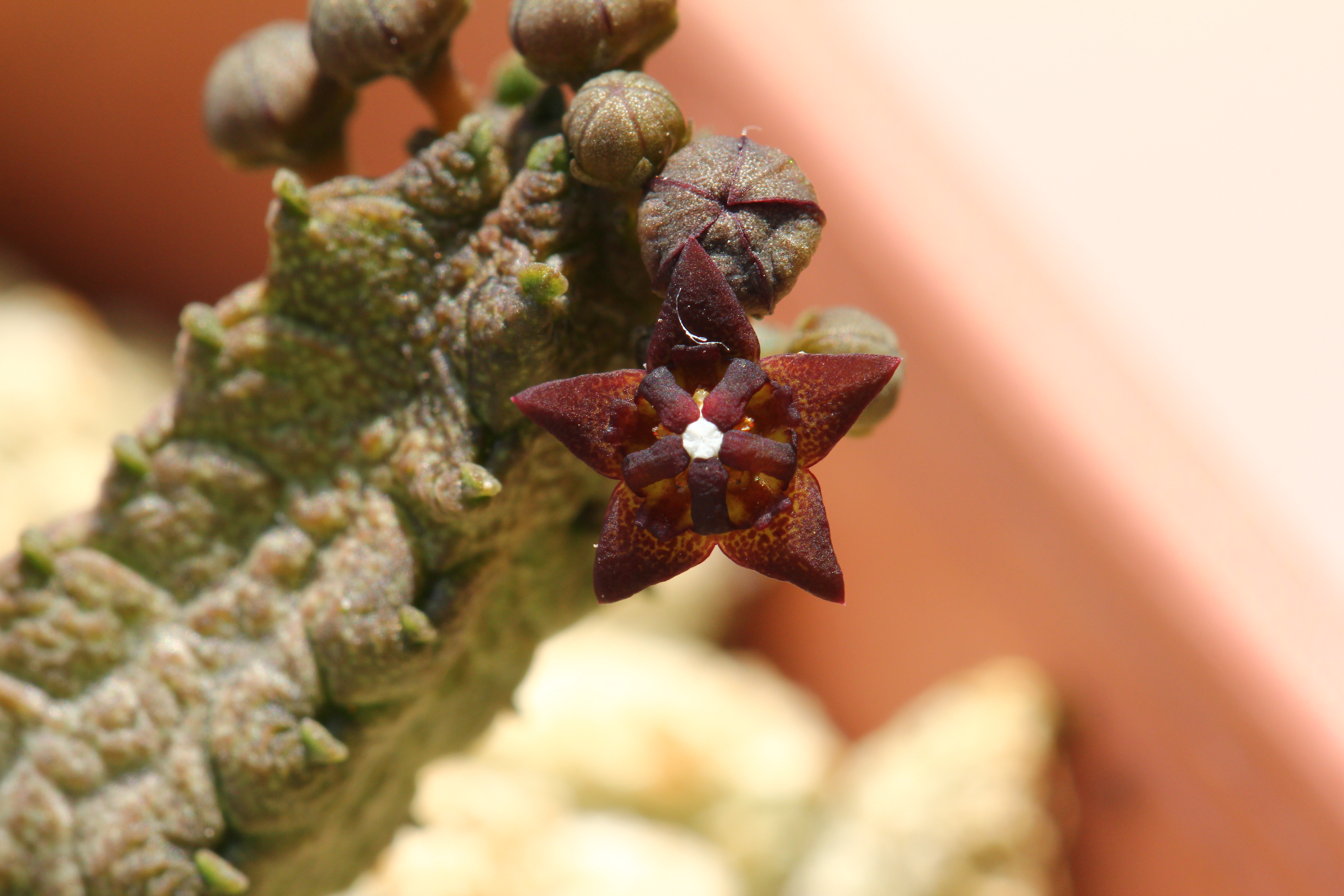
Квітучий

Ці рослини ростуть у сухому тропічному регіоні та, як і більшість представників субтриби Stapeliinae, зазвичай запилюються мухами через те, що квіти мають запах гнилого м'яса.

## Культивування
Псевдолітоси мають репутацію важких у культурі та недовговічних рослин, хоч і цінуються в колекціях дуже високо. Їх, спочатку кулясті, вкриті горбками стебла з віком набувають кубічної форми з нерідко явно вираженими гранями. Як правило, стебла поодинокі, але іноді з роками можуть давати бічні пагони. Розмір найбільшого з видів Pseudolithos eylensis може досягати 12 см у діаметрі та 15 см у висоту. Колір стебел варіює від світло-зеленого в умовах затінення до червонувато-коричневого при повному освітленні.
Розмноження здійснюється насінням, але можна також укорінювати живці. У разі потреби можна прищеплювати псевдолітоси на бульби Ceropegia woodii, Ceropegia linearis або на деяких видах роду Caralluma.

## Види
За даними сайту Королівських ботанічних садів у К'ю, рід Pseudolithos налічує 8 видів.
- Pseudolithos caput-viperae(інші мови) Lavranos(інші мови) (Сомалі)
- Pseudolithos cubiformis(інші мови) (P.R.O.Bally(інші мови)) P.R.O.Bally (Сомалі)
- Pseudolithos dodsonianus(інші мови) (Lavranos) Bruyns & Meve (Сомалі, Оман)
- Pseudolithos gigas(інші мови)  Dioli(інші мови) (Ефіопія)
- Pseudolithos harardheranus(інші мови) Dioli (Сомалі)
- Pseudolithos horwoodii(інші мови) P.R.O.Bally & Lavranos (Сомалі)
- Pseudolithos mccoyi(інші мови) Lavranos & Mies (Сомалі, Оман)
- Pseudolithos migiurtinus(інші мови) (Chiov.) P.R.O.Bally (Сомалі)